# Weinheim
Weinheim är en stad  i Rhein-Neckar-Kreis i regionen Rhein-Neckar i Regierungsbezirk Karlsruhe i förbundslandet Baden-Württemberg i sydvästra Tyskland. Folkmängden uppgår till cirka 45 000 invånare, på en yta av 58 kvadratkilometer.
Orten nämns för första gången år 755 i Codex Laureshamensis.

## Vänorter
Weinheim har följande vänorter:
- Cavaillon, sedan 1958
- Lutherstadt Eisleben, sedan 1990
- Imola, sedan 1991
- Ramat Gan, sedan 1999

## Galleri

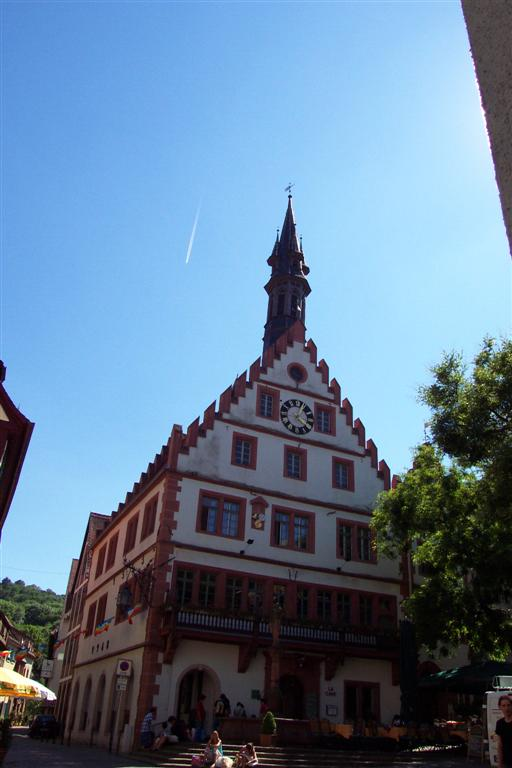
Gamla Rådhuset (2006).
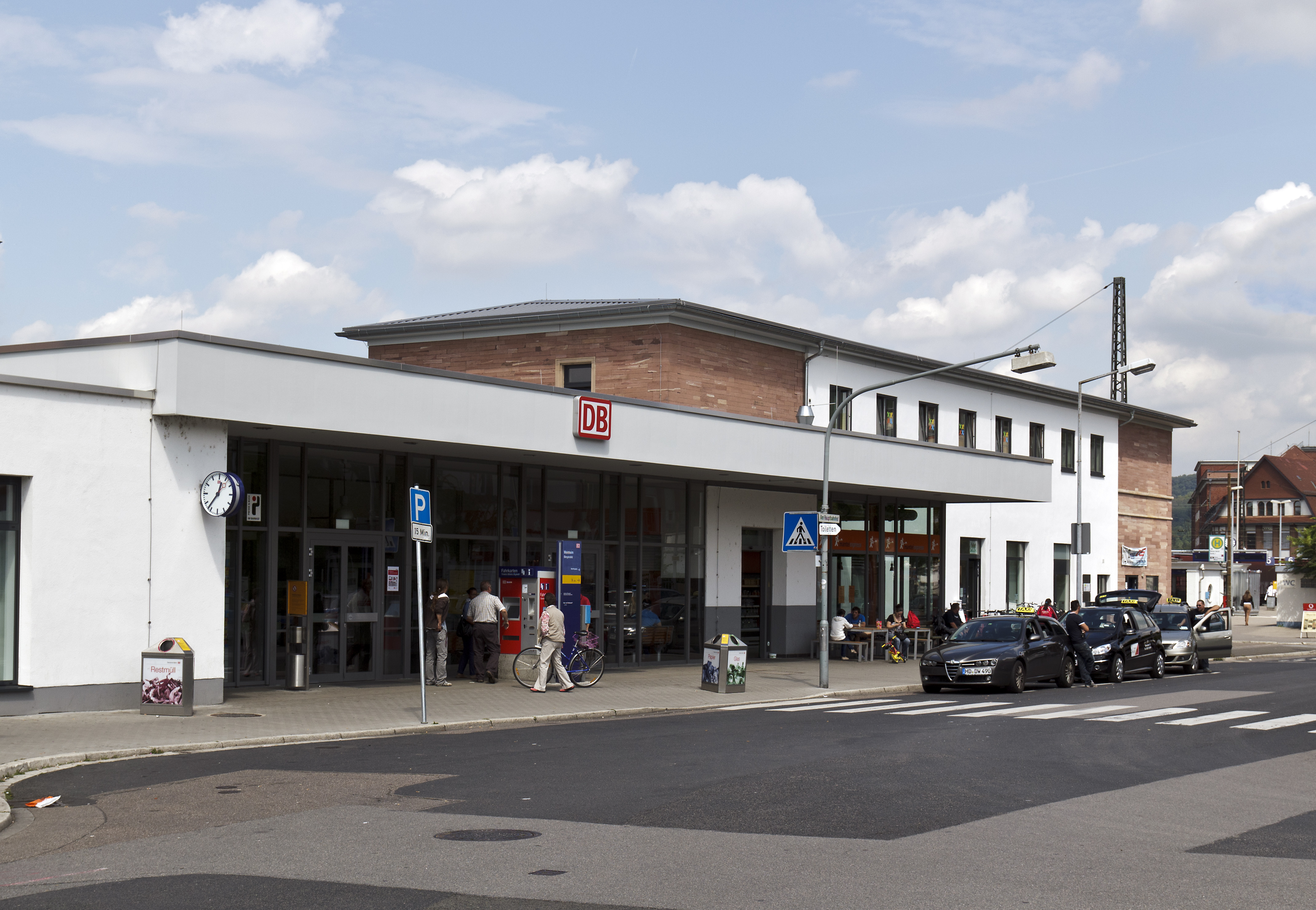
Järnvägsstation (2012).
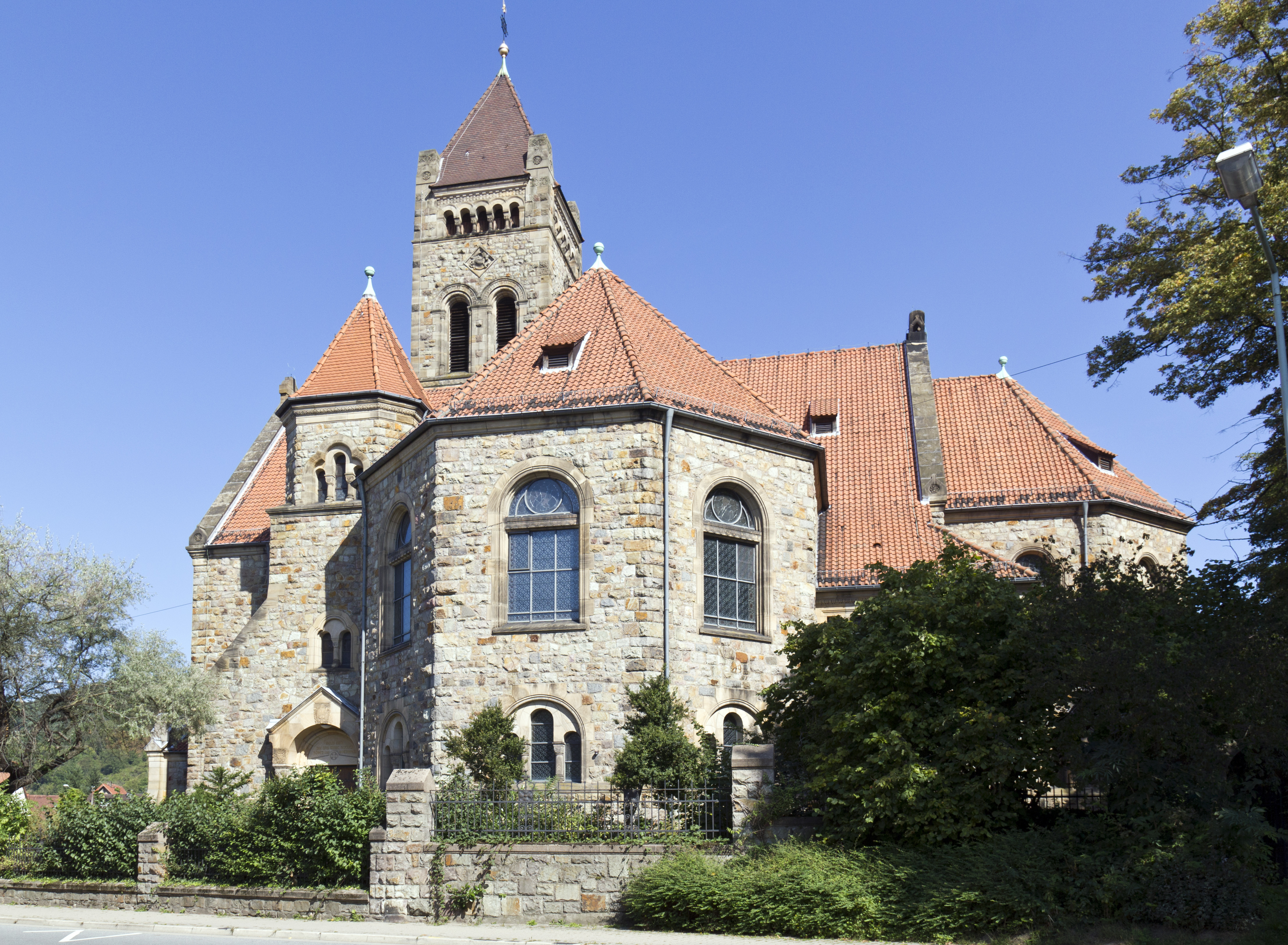
Peterskirche (2012).
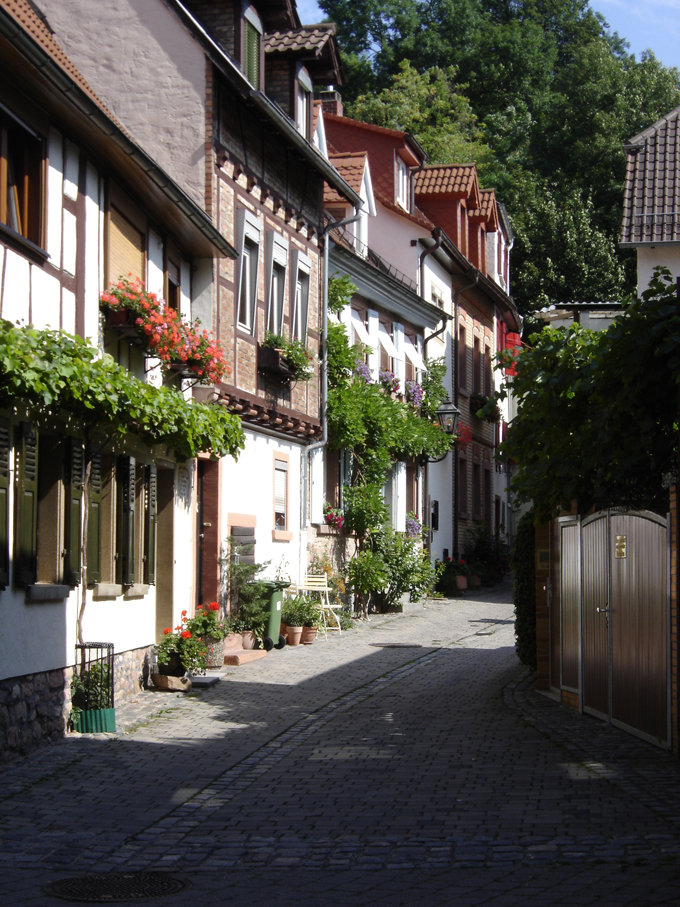
Gamla staden (2006).